# Abies procera
Abies procera là một loài thực vật hạt trần trong họ Thông. Loài này được Rehder miêu tả khoa học đầu tiên năm 1940.